# 深珠高速动车组列车
深珠高速动车组列车是中华人民共和国中国铁路高速所运营的一条客运路线，往来深圳北站及珠海站，列车经由广深港高速铁路、广珠城际铁路运行。现由广州局集团广九客运段负责客运任务。
目前深圳到珠海的高速动车组列车每日对开1班，列车车次分别为G6336/6333次（深圳北站开往珠海站）和G6334/6335次（珠海站开往深圳北站）。

## 历史
2021年4月10日，配合铁路调图，原往返广州南站与珠海站的D7593/4次动车组经广深港高铁延长至深圳北站始发终到，并更改车次为G6142/39、G6140/1次。

## 时刻表
以下数据截至2025年6月5日：
| 里程 | G6336/6333次 | G6336/6333次 | 停靠站 | G6334/6335次 | G6334/6335次 | 里程 |
| 里程 | 到点         | 开点         | 停靠站 | 到点         | 开点         | 里程 |
| ---- | ------------ | ------------ | ------ | ------------ | ------------ | ---- |
| 0    | —            | 10:05        | 深圳北 | 22:14        | —            | 218  |
| —    | ↓            | ↓            | 虎门   | 21:55        | 21:57        | 166  |
| 102  | 10:37        | 10:57        | 广州南 | 21:20        | 21:38        | 116  |
| 172  | 11:28        | 11:30        | 中山   | 20:47        | 20:49        | 46   |
| 218  | 11:56        | —            | 珠海   | —            | 20:24        | 0    |

## 使用列车
本对列车使用配属广州局集团深圳动车运用所的CR400AF-A。

## 运行交路
出库→深圳北开G6336/6333至珠海→珠海开G1302/1303至南通→南通站过夜→南通开G1304/1301至珠海→珠海开G6334/6335至深圳北→回库。